# Františka Benešová
Františka Benešová (2. března 1891 Litomyšl – 20. srpna 1962 Litomyšl) byla česká učitelka, básnířka a spisovatelka (pseudonym Lucie Sovová).

## Životopis
Rodiče Františky byli Josef Beneš, mistr truhlářský a Františka Benešová Lormanová, dcera Františka Lormana mistra krejčovského, který se řemeslu vyučil v Paříži. V roce 1921 Františka vystoupila z církve katolické. Náměty ke své tvorbě čerpala z Litomyšlského prostředí. Její literární odkaz představuje šest knih z let 1918–1949. Byla básnířka, beletristka a autorka knih pro mládež. V Litomyšli bydlela na Riegrově náměstí č. 91, kde bydlelo několik významných postav města, mmj. i dědeček František.

## Dílo

### Hudebniny
- Verše a hudba: Op. 62. Sešit 1 [hudebnina]: kruh melodramů na básně Lucie Sovové (Na člunu traviny, Zlatý večer, Slunéčko sedmitečné, Ametyst), Marie Kučerové, Jiřiny Kudové, Vlasty Zahořové, Ladislava Fikara, Františka Hrbka a Jaroslava Vyplela. – Jindřich Hybler. Praha: František Kudelík, 1920
- Verše a hudba, op. 62. Sešit 2 [hudebnina]: kruh melodramů na básně Lucie Sovové (Čekající, Evokace, Kéž jsi mé srdce, Ranní verše, Krásnější než sen) a dalších Oldřich Hilmera – Jindřich Hybler. Praha: František Kudelík, 1920

### Próza
- Introitus – Lucie Sovová. Praha: Fond Julia Zeyera při České akademie pro vědy, slovesnost a umění: Bursík a Kohout [distributor], 1918
- Podnebesí: [Drobná prosa] – Lucie Sovová. Brno: Polygrafie; [Praha: Borový], 1922
- Dětská knížka – Lucie Sovová. Praha: Aventinum, 1924
- Genius [rukopis] – Lucie Sovová. [Litomyšl: 1924–1944]
- Smutné sestry – Lucie Sovová. Česká Třebová: F. Lukavský, 1924, 1925
- Lesní knížka: Česká Třebová: F. Lukavský, 1929
- Na podsíni – Lucie Sovová vyzdobil a graficky upravil Josef Matička. Litomyšl: Okresní rada osvětová, 1949